# Torite River
Der Torite River ist ein kurzer Fluss im Norden von Dominica im Parish Saint Andrew.

## Geographie
Der Torite River entspringt südlich von Torité auf ca. 180 m über dem Meer und fließt nach Norden. Er nimmt einige kleine Zuflüsse von links und Westen auf und mündet in der Hiroula Bay unweit der Mündung des Blenheim River in den Atlantik. Westlich schließt sich das Einzugsgebiet der Bras de Fort River an und südlich und östlich das Einzugsgebiet des Anse du Mé River.
Der Fluss ist ca. 2,2 km lang.